# Битва при Собрале
Битва при Собрале (англ. Battle of Sobral) — одно из сражений наполеоновских войн, произошедшее 13 — 14 октября 1810 года на Пиренейском полуострове между французской армией маршала Андре Массены и англо-португальской армией Артура Уэлсли. 
Французская армиея маршала Андре Массены проводила разведку боем линий Торрес-Ведрас, защищаемых англо-португальской армией Артура Уэлсли. 8-й корпус Жана Андоша Жюно оба дня участвовал в боях. 13 октября французы отбросили линию стрелков 4-й пехотной дивизии Лоури Коула. На следующий день войска Жюно захватили форпост, удерживаемый 1-й пехотной дивизией Брента Спенсера, но были быстро изгнаны британской контратакой. Вскоре Массена решил, что оборонительные линии Веллингтона слишком хорошо укреплены для атаки, и решил дожидаться подкрепления.